# André Vincent Becquerel
André Vincent Becquerel  (* 1893 in Saint-André-Farivillers, Frankreich; †  1981 in Paris, Frankreich) war ein französischer Bildhauer des Art déco.

## Leben
Becquerel studierte an der École nationale supérieure des beaux-arts de Paris bei Hector Lemaire und Prosper Lecourtier. Er spezialisierte sich auf Skulpturen von Tieren, hier besonders Raubtiere, Pferde, Katzen und ornithologische Themen, die er von 1914 bis 1922 im Salon der Société des Artistes Français ausstellte. Er war gewähltes Mitglied der Gesellschaft.
Seine Bronzearbeiten wurden meist von dem Bildgießer Edmond Etling, aber auch von Max Le Verrier produziert und beinhalteten oft Elemente aus Elfenbein. Für die Weltfachausstellung Paris 1937 erstellte er eine monumentale Statue aus Gips.

## Werke (Auswahl)
- Deux panthères
- Le Repos
- Paire de serre-livre oiseaux
- Aigle, 1935
- Panthère se frottant à un arbre, 1930
- Truites, 1940
- Deux oiseaux sur une branche fleurie
- Venetian, 1930
- Paire de Lapins aux grandes oreilles
- Teckel faisant le beau
- Les piroguiers
- Couple, la sortie